# Haapsalu
Haapsalu (în germană și suedeză Hapsal, în rusă Хаапсалу) este capitala regiunii Lääne, Estonia. Are 12. 054 de locuitori, conform datelor oferite de recensământul din 2000..
Îndeplinește funcția de stațiune balneoclimaterică pe litoralul vestic al Estoniei.
Printre atracțiile turistice ale orașului se numără Castelul Haapsalu și August Blues Festival, manifestare anuală dedicată muzicii blues. Orașul a fost locuit de germanii baltici.

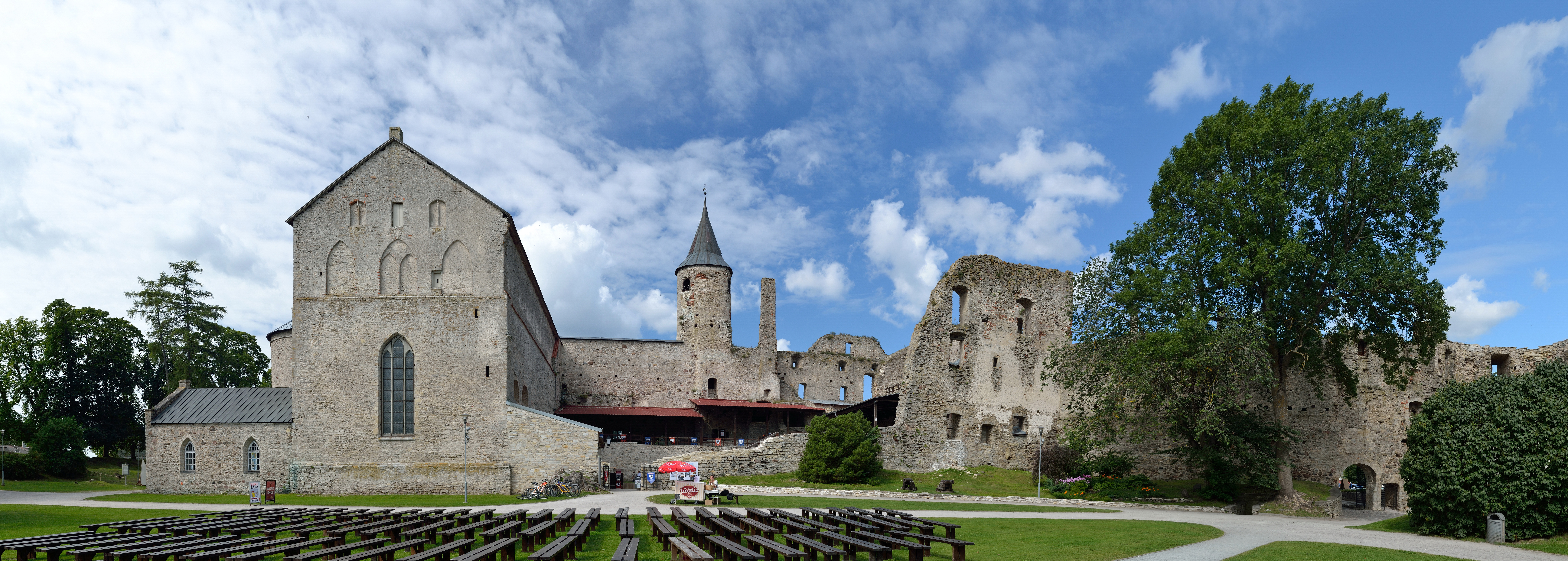
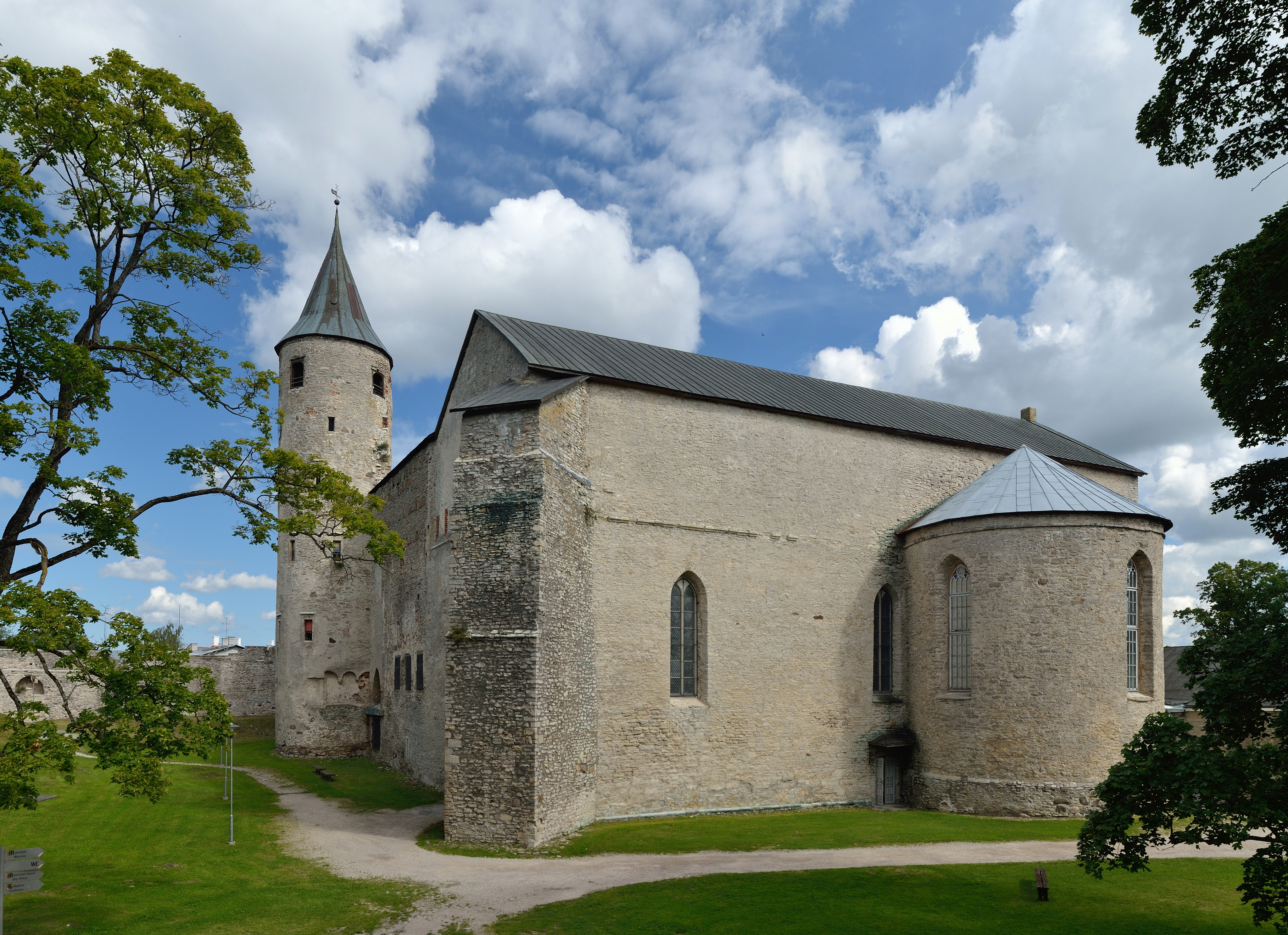
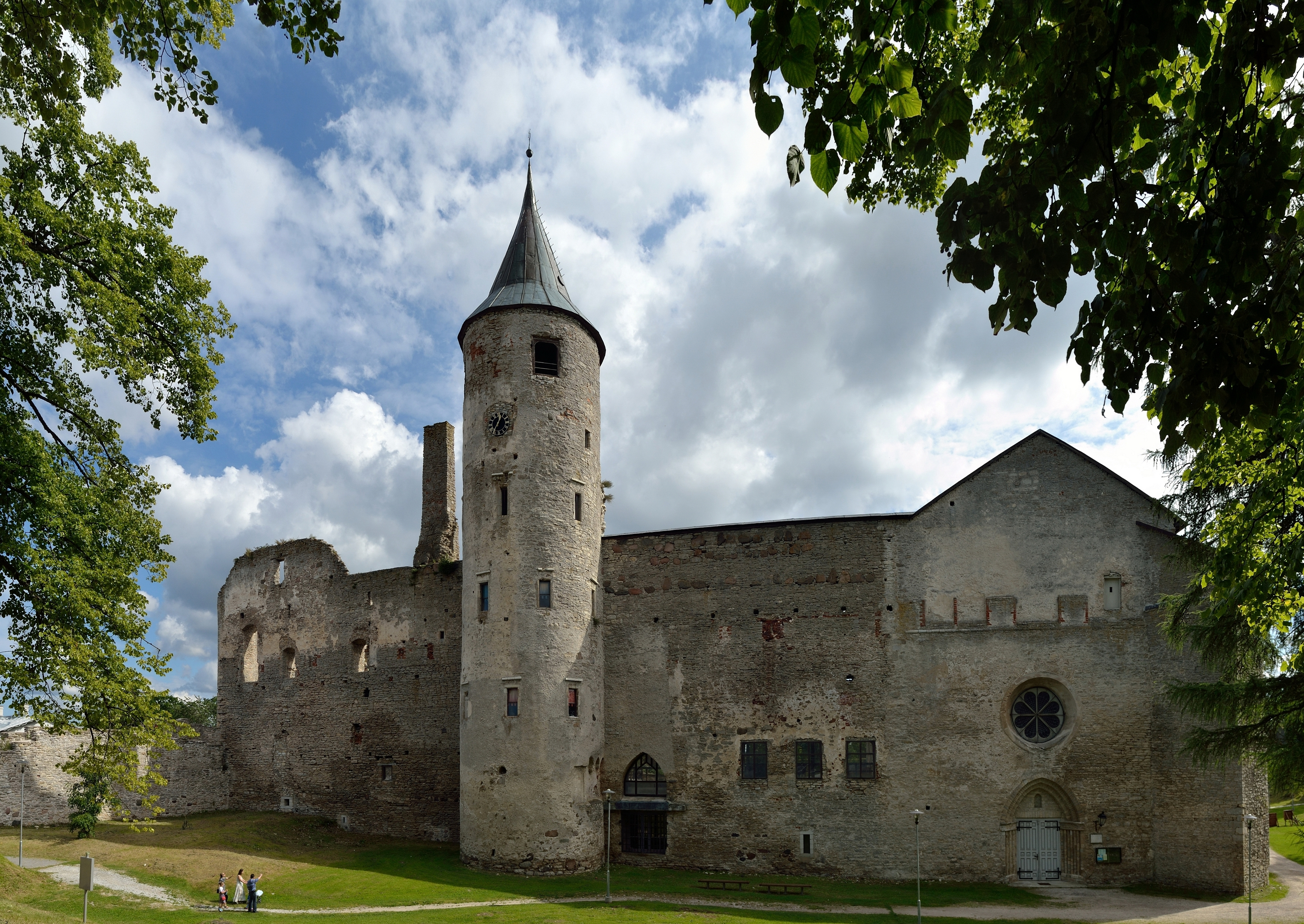
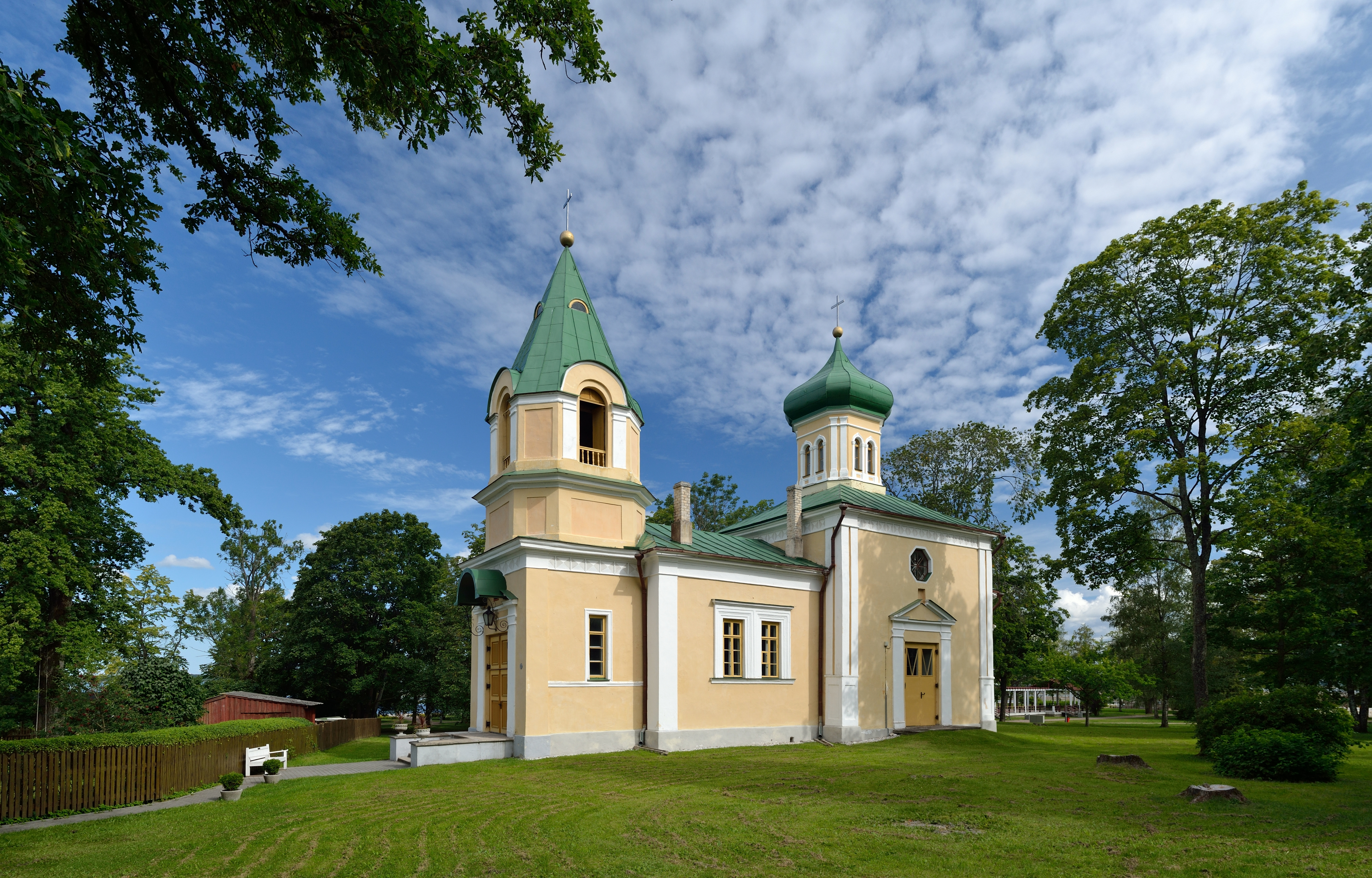
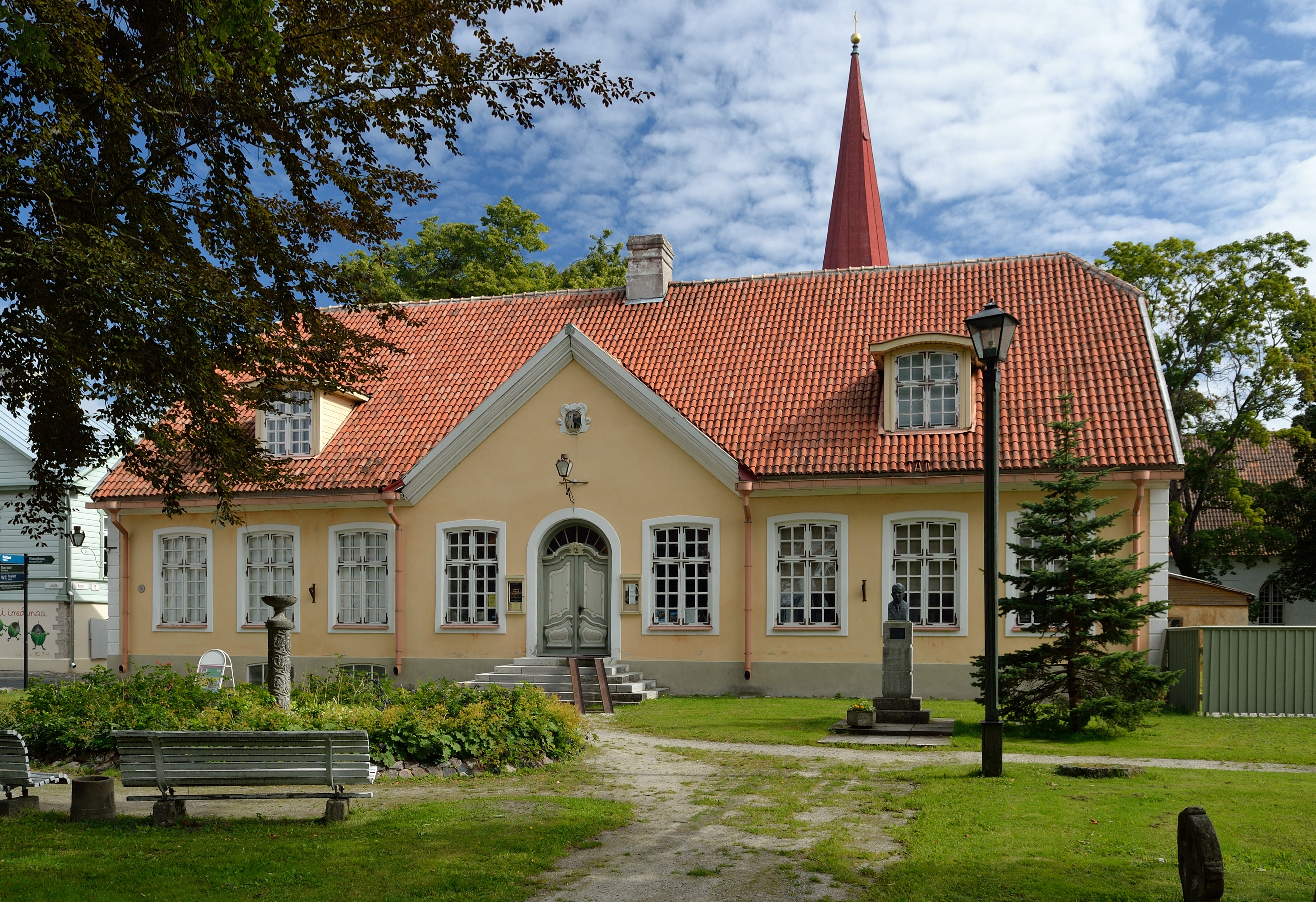
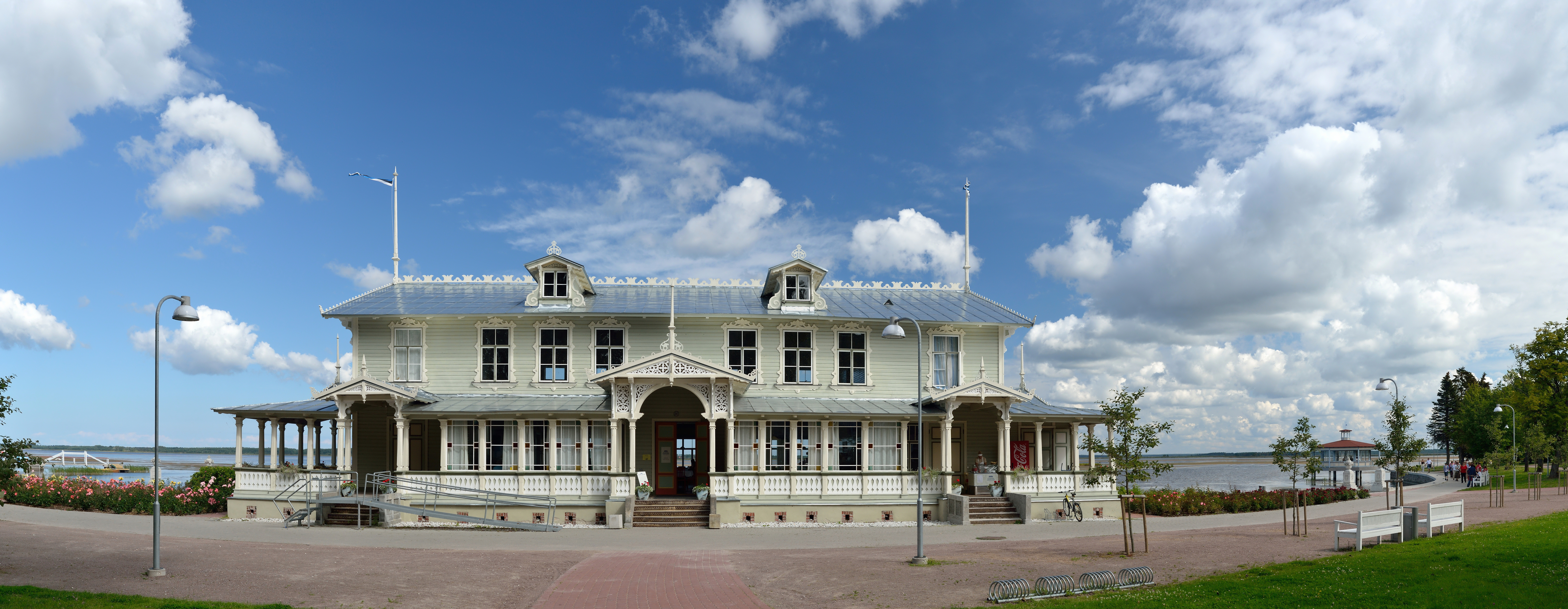
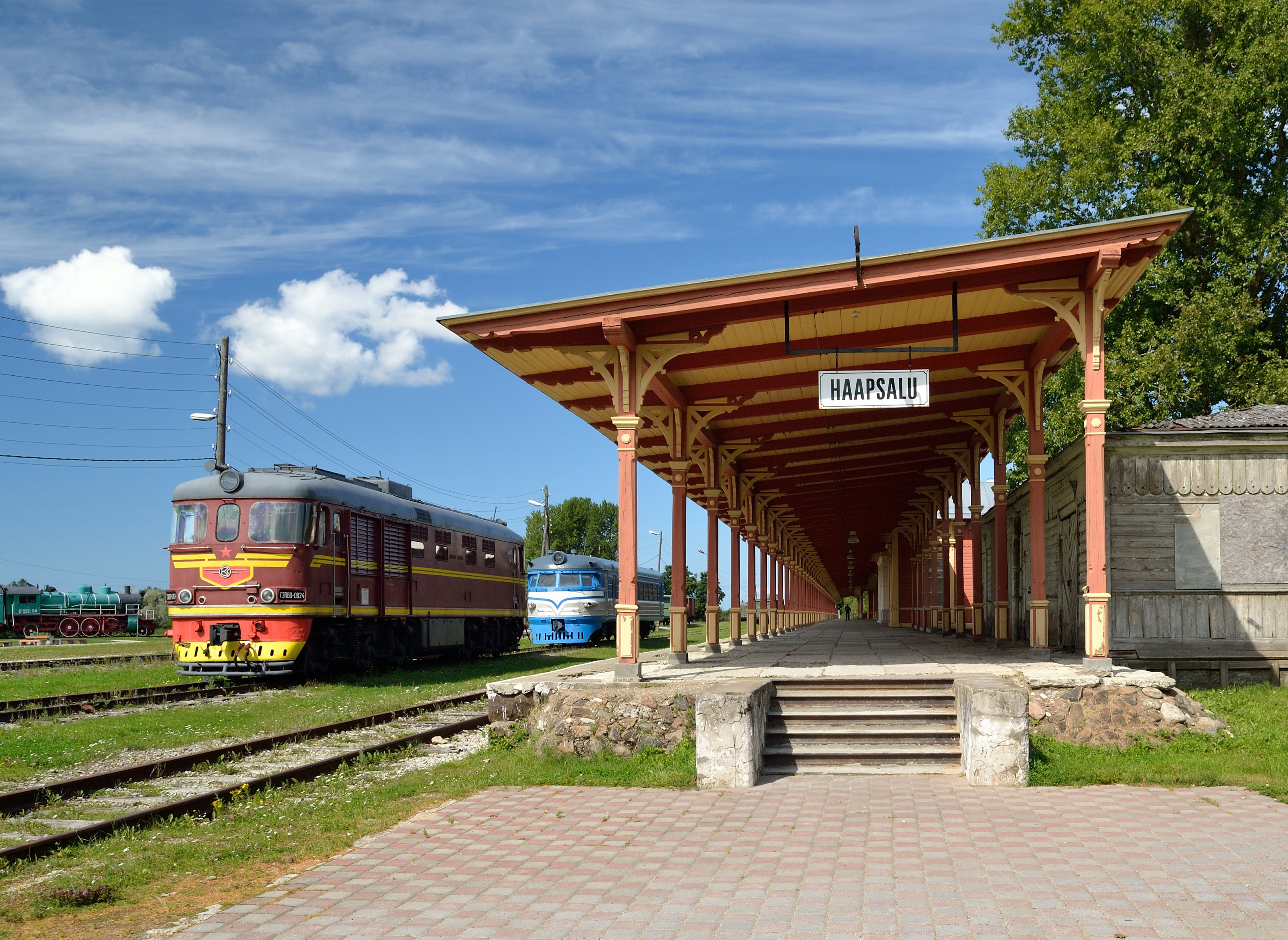
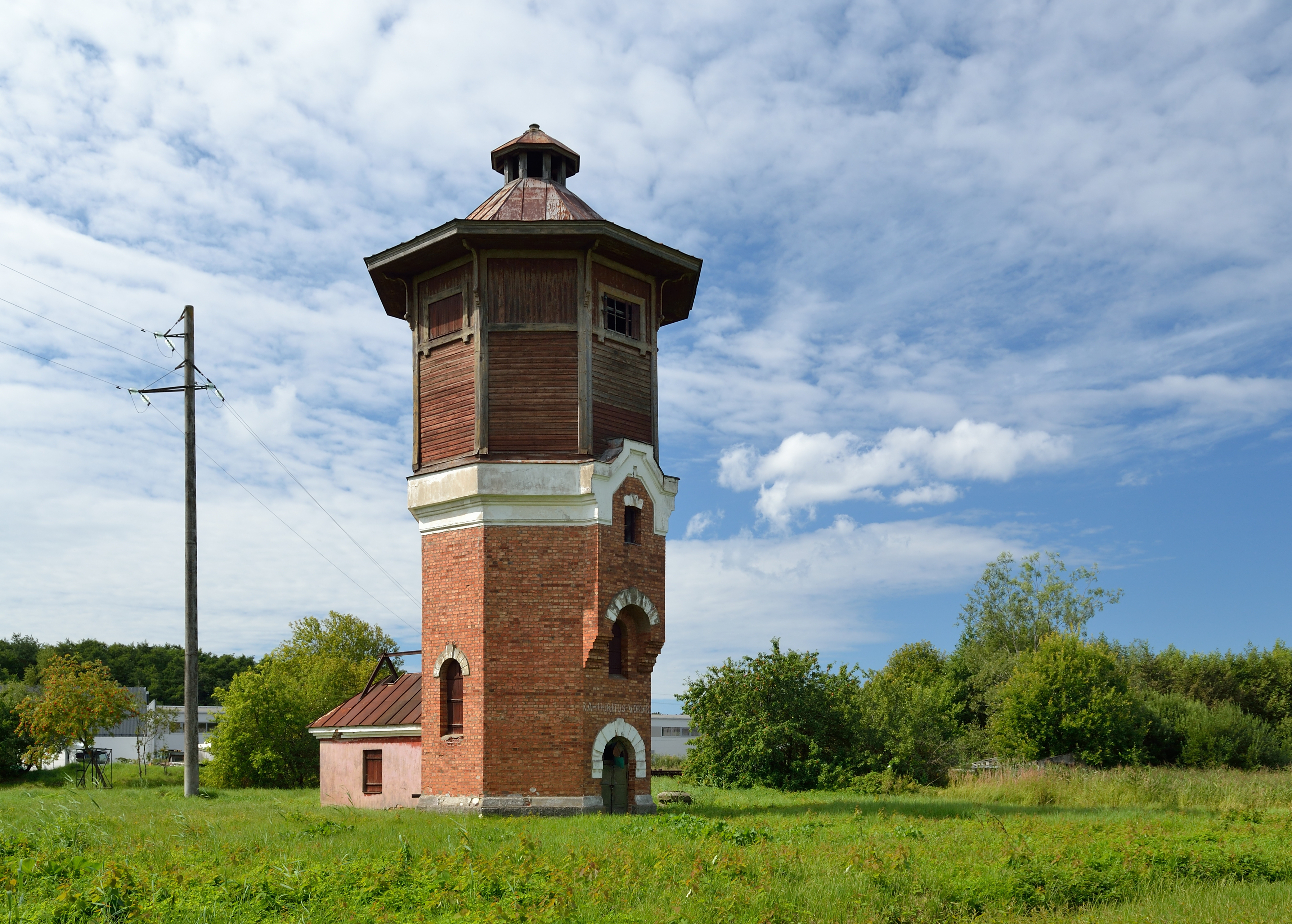
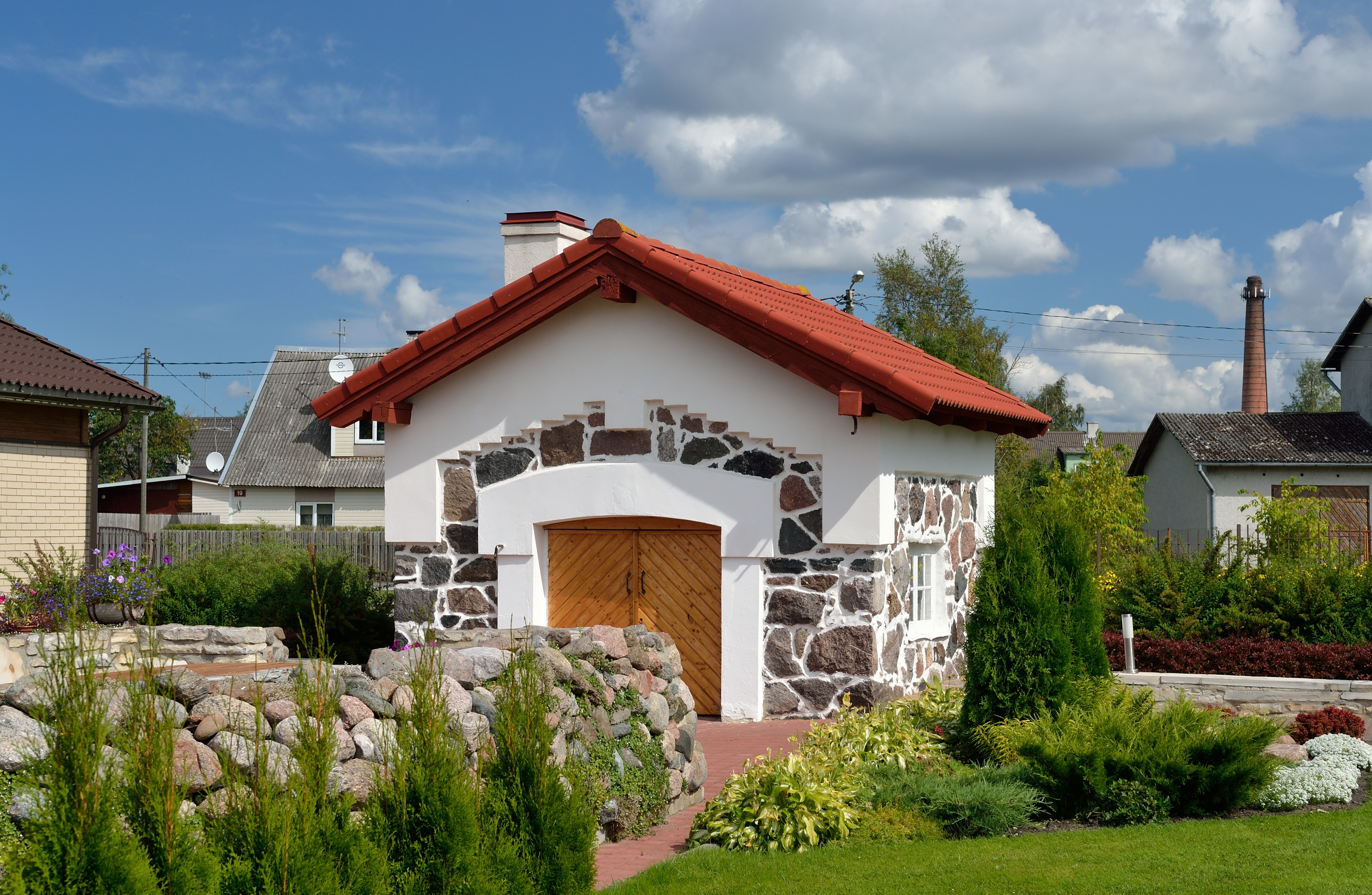
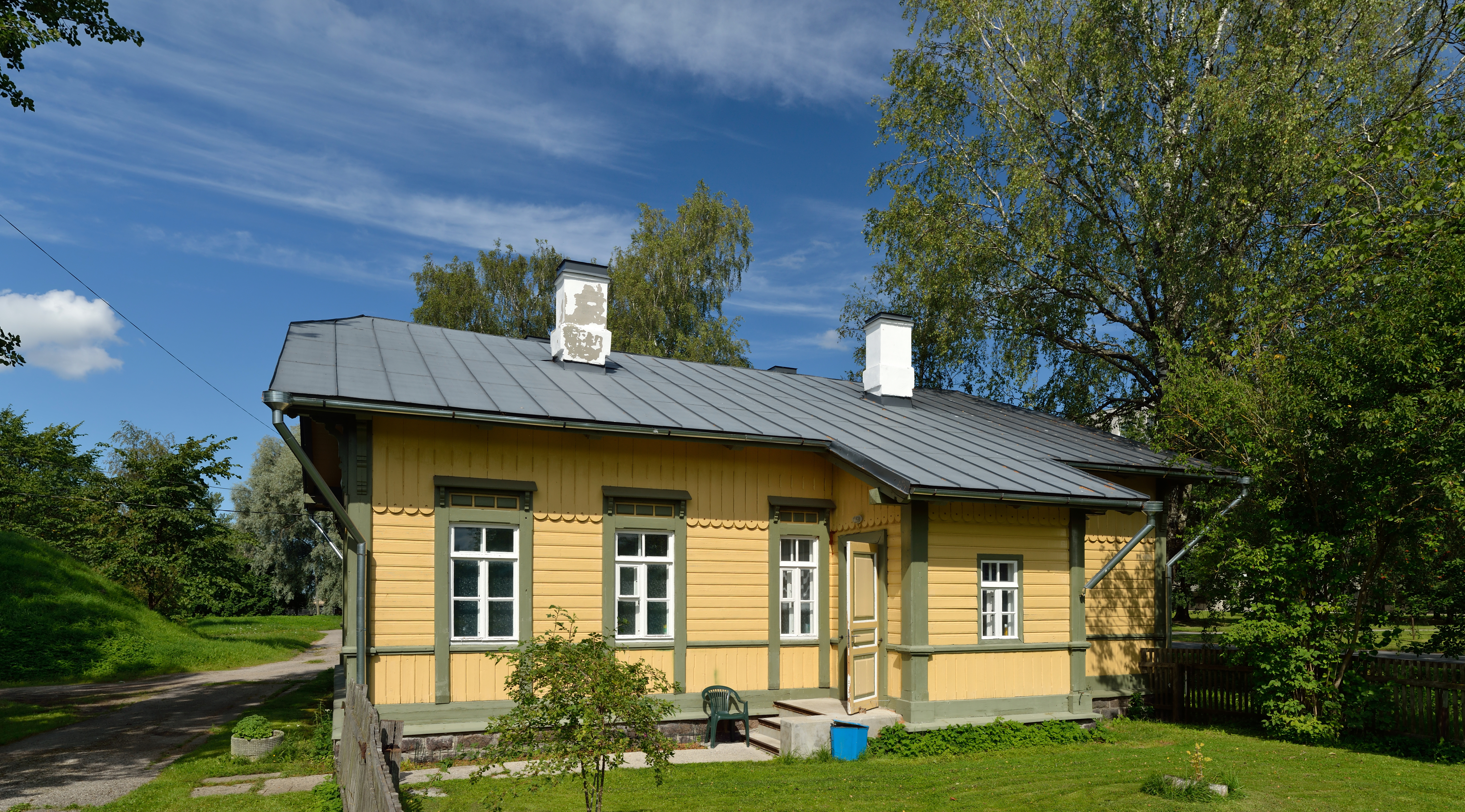
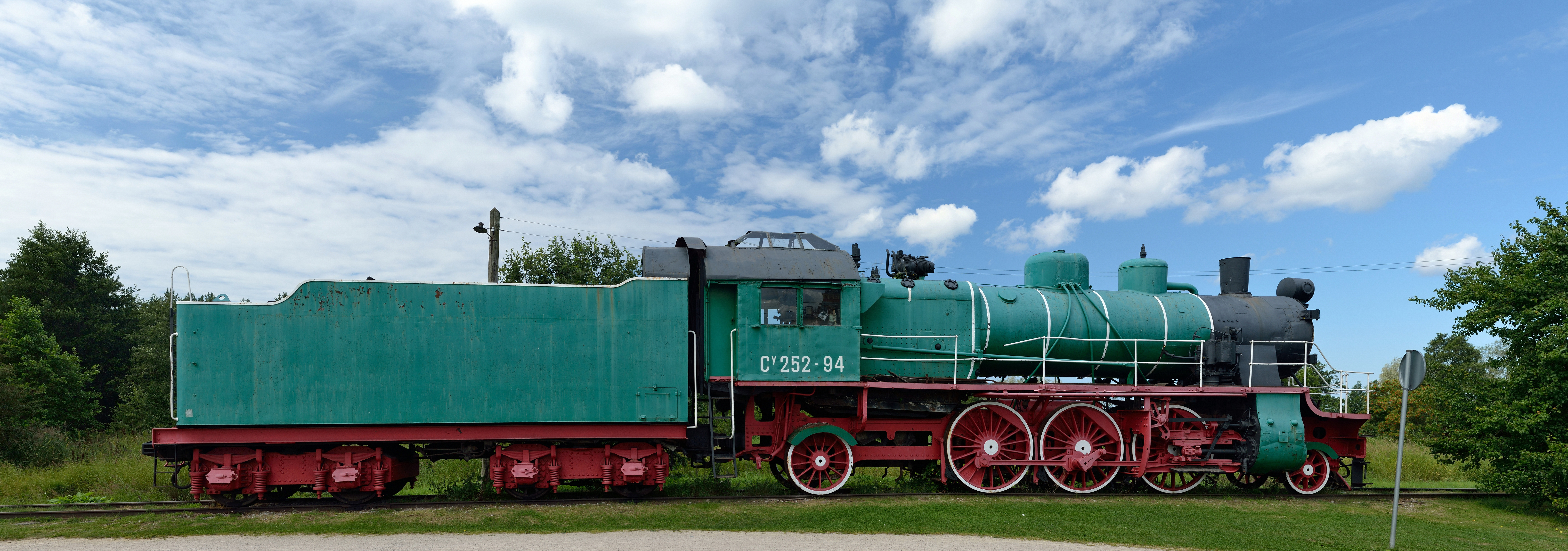

1. ↑  Maakatastri statistika (în estonă), Consiliul Funciar Eston[*], accesat în 19 octombrie 2018